# Кошелева, Алёна Владимировна
Алёна Владимировна Ко́шелева (укр. Альона Володимирівна Кошелєва; род. 14 июля 1990) — народный депутат Верховной рады Украины VIII созыва от Радикальной партии Олега Ляшко.

## Биография
В 2005 году окончила Харьковскую общеобразовательную школу №158
В 2012 году окончила Харьковский национальный университет радиоэлектроники, специальность экономическая кибернетика.
В 2013 году окончила Харьковский национальный технический университет строительства и архитектуры, специальность архитектура.
В 2012—2013 годах работала администратором ресторана Ciro`s Pomodoro.
На парламентских выборах 2014 года вошла в партийный список Радикальной партии Олега Ляшко, заняв 24 место. Указывалось, что она является волонтёркой Харьковского военного госпиталя. В Верховной Раде VIII созыва стала председателем подкомитета по вопросам государственной экономической политики, регулирования государственных закупок, государственной политики в сфере бытовых отходов и металлолома Комитета Верховной Рады Украины по вопросам экономической политики. Также является секретарём группы по межпарламентским связям с Италией и членом групп по межпарламентским связям с Турцией, Финляндией, Катаром, Австрией, КНР и Норвегией.
1 ноября 2018 года были введены российские санкции против 322 граждан Украины, включая Алёну Кошелеву.

## Скандалы
Стала известна как «липовая волонтёрка» и «самая загадочная депутатка» после того, как появилась на первом заседании Верховной рады в дорогой шубе с золотым IPhone в окружении охранников и не смогла объяснить их происхождение. В официальной биографии она называет себя «безработной волонтёркой».